# Elling, älska mig i morgon
Elling, älska mig i morgon (originaltitel: Elsk meg i morgen) är en norsk långfilm från 2005 i regi av Petter Næss. Filmen utgör den tredje och sista delen i trilogin om Elling. Den föregicks av Elling och Mors Elling.

## Handling
Det har gått tre år sedan Elling och hans rumskamrat Kjell Bjarne flyttade till staden. Elling bor nu ensam i lägenheten, Kjell Bjarne bor i våningen ovanför med en kvinna och hennes dotter. Elling känner sig utanför och isolerar sig allt mer och undrar hur alla andra kan anpassa sig så bra. Till slut tar Kjell Bjarne tag i problemet, trots Ellings protester är han ganska glad över att bli förvandlad till en ny man. Innerst inne vet han vad som fattas, och en kväll träffar han kvinnan som kan fylla hålet i hans liv.

## Om filmen
Filmen är inspelad i Oslo och hade premiär i Norge den 23 september 2005.

## Rollista
- Per Christian Ellefsen – Elling
- Sven Nordin – Kjell Bjarne
- Marian Saastad Ottesen – Lone
- Marit Pia Jacobsen – Reidun
- Kjersti Holmen – Elise
- Per Christensen – Alfons Jørgensen
- Stine Mari Björge – servitrisen
- Gustav Adolf Hegh – Hans Larsen
- Mari Sarnes Jardim
- Nasrullah Qureshi – korvgubben
- Rune Temte – kungen
- Erland Vetleseter – kunden

### Webbkällor
- Elling, älska mig i morgon på Internet Movie Database (engelska)